# Dipoenura
Dipoenura är ett släkte av spindlar. Dipoenura ingår i familjen klotspindlar.
Kladogram enligt Catalogue of Life:
| Dipoenura | \| \| Dipoenura aplustra \| \| \| \| \| \| Dipoenura cyclosoides \| \| \| \| \| \| Dipoenura fimbriata \| \| \| \| \| \| Dipoenura quadrifida \| \| \| \| |
|           | \| \| Dipoenura aplustra \| \| \| \| \| \| Dipoenura cyclosoides \| \| \| \| \| \| Dipoenura fimbriata \| \| \| \| \| \| Dipoenura quadrifida \| \| \| \| |
|           | Dipoenura aplustra |
|           | |
|           | Dipoenura cyclosoides |
|           | |
|           | Dipoenura fimbriata |
|           | |
|           | Dipoenura quadrifida |
|           | |